# By the Time I Get to Arizona
By the Time I Get to Arizona è un brano musicale del gruppo hip hop statunitense Public Enemy, facente parte del loro quarto album, Apocalypse 91... The Enemy Strikes Black del 1991.
Il pezzo fu scritto dal frontman Chuck D come forma di protesta contro lo Stato dell'Arizona, dove nel 1987 il governatore Evan Mecham aveva cancellato la festività del Martin Luther King Day e la popolazione aveva votato contro la sua reintroduzione.
La canzone fu pubblicata come B-side del singolo Shut 'Em Down nel gennaio 1992, ma ebbe un proprio video musicale. Il videoclip suscitò polemiche per la sua rappresentazione dell'assassinio di politici bianchi da parte di un'organizzazione paramilitare di afroamericani come forma di vendetta per l'omicidio di Martin Luther King, che era un non violento. Alcuni attivisti neri e la vedova di King, Coretta Scott King, condannarono il messaggio di violenza del video. Chuck D e il portavoce dei Public Enemy Harry Allen difesero il videoclip come una sorta di "vendetta fittizia" per l'assassinio di King.

## Descrizione
What's a smilin' fact

When the whole State's racist»
Che cosa ridicola

Quando l'intero Stato è razzista»

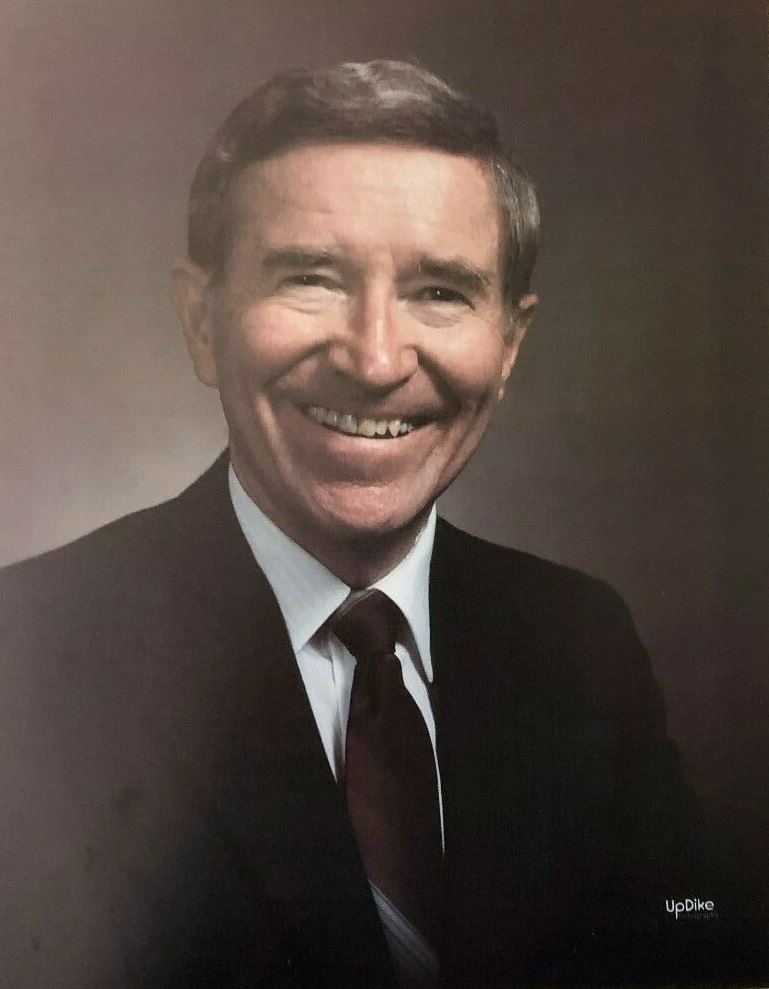
Il brano fu scritto come atto di protesta nei confronti del governatore dell'Arizona Evan Mecham che aveva deciso di abolire il Martin Luther King Day

(By the Time I Get to Arizona, Public Enemy)
Il frontman dei Public Enemy Chuck D scrisse la canzone per protesta contro lo Stato dell'Arizona, dove il governatore Evan Mecham aveva cancellato il Martin Luther King Day e il popolo dello Stato votò contro una proposta per reintrodurre la festività. Le conseguenze della decisione del governatore inclusero la decisione da parte della NFL di spostare la sede del Super Bowl XXVII in California, causando una perdita di circa 100 milioni di dollari per lo Stato dell'Arizona.
Chuck D preferisce iniziare a scrivere un brano musicale dal titolo, e quindi scelse By the Time I Get to Arizona in riferimento all'interpretazione da parte di Isaac Hayes della canzone By the Time I Get to Phoenix. Gary G-Wiz produsse la traccia, inserendo campionamenti tratti da Two Sisters of Mystery (1973) del gruppo funk Mandrill, e da Walk On (1971) dei Jackson 5.
Durante l'esecuzione del brano nei concerti, spesso il gruppo impiccava un manichino vestito come un membro del Ku Klux Klan. Nel 1992 i Public Enemy eseguirono il pezzo come prima ed unica canzone quando aprirono il concerto degli U2 al Sun Devil Stadium di Tempe, Arizona. La loro uscita anticipata dal palco fu supportata dal cantante degli U2 Bono.

## Video

Screenshot tratto dal controverso video musicale di By the Time I Get to Arizona

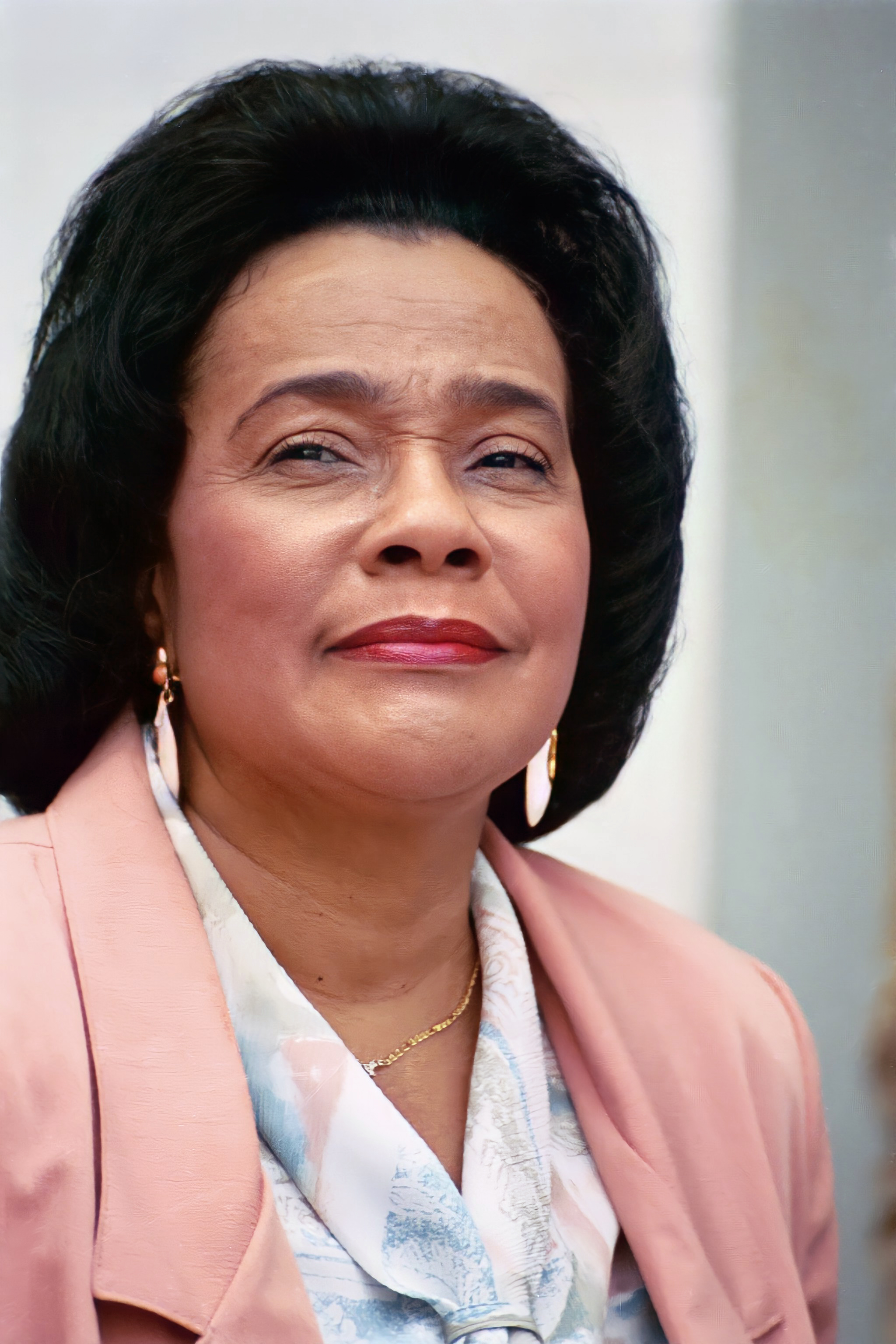
Coretta Scott King, la vedova di Martin Luther King, condannò il messaggio di violenza e odio contenuto nel video di By the Time I Get to Arizona

Sebbene non pubblicata come lato A di un singolo, By the Time I Get to Arizona ebbe un video musicale proprio. Il video si apre con la conferenza stampa di un politico bianco dell'Arizona che annuncia l'abolizione del Martin Luther King Day nello Stato. Sister Souljah dichiara quindi che delle forze paramilitari nere sono state inviate in Arizona per consentire la normale osservanza della festività. Immagini dei paramilitari neri che uccidono poliziotti e politici bianchi sono inframezzate con ricostruzioni in bianco e nero dell'omicidio di King e degli abusi nei confronti dei manifestanti per i diritti civili negli anni sessanta. Il video fu diretto da Eric Meza, che in precedenza aveva lavorato con i N.W.A.
Il videoclip venne criticato da alcuni seguaci di King, e da anziani attivisti neri, per le sue scene violente. La vedova di King, Coretta Scott King, condannò il messaggio di odio e violenza insito nel video, che mai sarebbe stato approvato dal suo defunto marito. Dopo essere stato trasmesso appena una volta, il video fu rimosso dalla programmazione regolare di MTV.

## Accoglienza e lascito
Una lista del 2020 pubblicata nel Phoenix New Times inserì la canzone tra le 27 migliori canzoni circa l'area metropolitana di Phoenix, definendola "la più aspra critica dell'Arizona, e a buona ragione". Nel febbraio 2014, all'epoca dei controversi fatti della legge Arizona SB 1062 legati al movimento LGBT, Christopher Federico del The Washington Post scelse il pezzo come "canzone della settimana".
Nel 2010 Chuck D e la professoressa Gaye Theresa Johnson scrissero insieme un articolo sul giornale The Huffington Post in cui dissero che il razzismo anti-neri denunciato nella canzone esisteva ancora nella politica dell'Arizona ma era diretto verso gli immigrati ispanici attraverso la legge Arizona SB 1070. Nel 2011, sullo sfondo della stessa legislazione sull'immigrazione, Chuck D collaborò con il pittore Ravi Dosaj per un'opera d'arte ispirata alla canzone. Il titolo della canzone venne utilizzato nel 2012 per un articolo di giornale sui giovani messicani in Arizona e le loro esperienze con il razzismo.
By the Time I Get to Arizona è stata inserita nella colonna sonora del videogioco del 2002 Tony Hawk's Pro Skater 4.